# Crkva Rođenja Blažene Djevice Marije u Novom Selu Okićkom
Crkva Rođenja Blažene Djevice Marije je crkva u naselju Novo Selo Okićko koje je u sastavu općine Klinča Sela, zaštićeno kulturno dobro.

## Opis dobra
Crkva se nalazi na rubu naselja uz groblje, usječena u strminu brijega i okružena cinktorom. Dvobrodna je građevina s užim svetištem i poligonalnom apsidom, sakristijom uz svetište i masivnim poligonalnim zvonikom ispred glavnog pročelja. Vremenski i građevinski je slojevita, a stariji slojevi dograđivani su kroz 17.st., kada je dobila drugu lađu, zvonik i cinktor s portalom. U 18. st. je barokizirana, a srušeno je gotičko svetište. Sačuvana je renesansna kamena plastika, posuda za vodu, krstionica i okviri južnog ulaza i sakristije te prozora na zvoniku. Vrijednost crkve predstavljaju barokni inventar iz 18.st. – oltari i naročito propovjedaonica, kamena plastika portala cinktora iz 17. st. te oltari i oslik iz 19. st.

## Zaštita
Pod oznakom Z-1886 zavedena je kao nepokretno kulturno dobro - pojedinačno, pravna statusa zaštićena kulturnog dobra, klasificirano kao "sakralna graditeljska baština".